# Pantego (Carolina do Norte)
Pantego é uma cidade  localizada no estado norte-americano de Carolina do Norte, no Condado de Beaufort.

## Demografia
Segundo o censo norte-americano de 2000, a sua população era de 170 habitantes.
Em 2006, foi estimada uma população de 169, um decréscimo de 1 (-0.6%).

## Geografia
De acordo com o United States Census Bureau tem uma área de
2,1 km², dos quais 2,1 km² cobertos por terra e 0,0 km² cobertos por água. Pantego localiza-se a aproximadamente 2 m acima do nível do mar.

## Localidades na vizinhança
O diagrama seguinte representa as localidades num raio de 36 km ao redor de Pantego.